# Ferula dshizakensis
Ferula dshizakensis är en flockblommig växtart som beskrevs av Jevgenij Korovin. Ferula dshizakensis ingår i släktet stinkflokesläktet, och familjen flockblommiga växter. Inga underarter finns listade i Catalogue of Life.